# Notstand (Schweiz)
Der Notstand (frz.: état de nécessité; ital.: stato di necessità esimente) ist ein Rechtfertigungsgrund im Schweizer Strafrecht. Bei einem Notstand ist es Menschen ausnahmsweise erlaubt, tatbestandsmässig zu handeln. Ein solches Verhalten ist nur zulässig, um die Individualrechtsgüter von sich oder anderen Personen zu schützen. Es handelt sich somit um eine Güterkollision bzw. um eine Interessenabwägung. Das Schweizer Strafrecht unterscheidet zwischen rechtfertigendem (Art. 17 StGB) und entschuldbarem Notstand (Art. 18 StGB). Ein rechtfertigender Notstand stellt eine rechtmässigen Eingriff in fremde Rechtsgüter dar und führt als Rechtfertigungsgrund vor Gericht zum Freispruch. Ein entschuldbarer Notstand liegt vor, wenn der Täter unverhältnismässig gehandelt, d. h. in der Abwehr der Gefahr überreagiert hat, ihm dieses Verhalten aber nicht vorgeworfen werden kann.

## Grundlage
Beim strafrechtlichen Deliktsaufbau wird zuerst geprüft, ob ein menschliches Verhalten den Tatbestand einer Straftat erfüllt. Ist etwa das Verschleppen einer Person, um nach Lösegeld zu verlangen, eine Entführung nach Art. 184 Abs. 2 oder schon eine Geiselnahme nach Art. 185 Ziff. 1 StGB? Erfüllt der Täter einen Tatbestand – handelt er also tatbestandsmässig –, wird geprüft, ob sein Verhalten auch rechtswidrig ist. Zwar deutet tatbestandsmässiges Verhalten auf ein Unrecht hin. Unter gewissen Umständen ist es jedoch erlaubt, sich tatbestandsmässig zu verhalten – wenn das Opfer einwilligt, das Gesetz es ausdrücklich erlaubt, Notwehr oder ein Notstand vorliegt, hat sich der Täter rechtmässig verhalten und muss freigesprochen werden. Erst wenn kein solcher Rechtfertigungsgrund vorliegt, ist ein Unrecht geschehen. In einem dritten Schritt wird die Schuld des Täters geprüft, d. h., ob ihm das Unrecht vorgeworfen werden kann.

## Rechtfertigender Notstand

### Objektive Merkmale

#### Notstandslage
Ein Notstand ist gegeben, wenn ein individuelles Rechtsgut unmittelbar gefährdet ist. Es ist unerheblich, ob die Gefahr von einem Menschen, einem anderen Tier oder einer Naturgewalt ausgeht. Umstritten ist, ob die Gefährdung eines kollektiven Rechtsgutes – etwa der Rechtsgleichheit – einen strafrechtlichen Notstand begründen kann, ob man also in individuelle Rechtsgüter eingreifen darf, um ein allgemeines zu schützen. Genauso umstritten ist, ob sich der Staat auf einen Notstand berufen kann, um hoheitliches Handeln zu rechtfertigen. Unbestritten ist hingegen, dass Notstandshilfe erlaubt ist. Mithin ist es Einzelpersonen erlaubt, in fremde Rechtsgüter einzugreifen, um die Rechtsgüter eines Dritten zu schützen.
Eine vom Recht vorgesehene Gefahr begründet keine Notstandslage; es ist also in der Regel verboten, jemandem, der von der Polizei verhaftet wird, unter Berufung auf Notstand zur Flucht zu verhelfen.
Eine Gefahr ist dann unmittelbar, wenn sie weder in der Zukunft liegt noch vergangen ist. Unmittelbarkeit kann auch vorliegen, wenn es sich um eine Dauergefahr handelt, die sich zu verwirklichen droht – etwa bei einem Haustyrannen.

#### Notstandshandlung
Eine Notstandshandlung ist nur zulässig, wenn sie subsidiär und ein höheres Rechtsgut betroffen ist. Das ist ein bedeutender Unterschied zum Notwehrrecht, bei dem er Grundsatz Das Recht braucht dem Unrecht nicht zu weichen gilt. Eine Person darf sich bei der Notwehr gewaltsam, aber verhältnismässig einem Angriff widersetzen und muss nicht fliehen. Demgegenüber muss beim Notstand immer das mildeste Mittel gewählt werden. Kann also das eigene oder fremde Rechtsgut durch Flucht bewahrt werden, ist die Flucht zu ergreifen.
Eine Notstandshandlung darf nur ergriffen werden, um höhere Rechtsgüter zu schützen. Es existiert jedoch keine abstrakte Rangfolge der Rechtsgüter. Nur dass der Schutz der körperlichen und sexuellen Integrität materielle Werte überwiegt, ist unbestritten. Um jemandes Leben und Unversehrtheit zu schützen, darf somit in das Vermögen Dritter eingegriffen werden. Umgekehrt kann der Schutz des eigenen Vermögens eine Körperverletzung nicht rechtfertigen.
In Ausnahmefällen ist es zulässig, in ein gleichwertiges Rechtsgut einzugreifen, wenn das eine Rechtsgut viel schwerer verletzt zu werden droht – so dürfte ein fremder Feuerlöscher ohne Einwilligung genommen werden, um einen Hausbrand zu ersticken.
Zuweilen wird die im deutschen Strafrecht entwickelte Unterscheidung zwischen Aggressiv- und Defensivnotstand übernommen. Diese Unterteilung hat für die Schweiz kaum praktische Bedeutung, denn ob ein Aggressiv- und Defensivnotstand vorliegt, ändert am Ergebnis nichts, solange die vom Gesetz aufgestellten Kriterien erfüllt sind. In Deutschland gilt für den Aggressivnotstand indessen eine höhere Eingriffsschwelle.

### Subjektive Merkmale
Damit sich eine Person auf den Notstand berufen kann, wenn sie tatbestandsmässig gehandelt hat, muss sie Vorsatz nachweisen können. Wenn die Person eine Straftat begeht und per Zufall ein Notstand vorliegt, kann sich nicht darauf zur Rechtfertigung berufen (dolus subsequens). Sie muss um den Notstand wissen und in der Absicht, ein höherwertiges Interesse zu bewahren, gehandelt haben. Wenn der Täter irrigerweise annimmt, dass eine Gefahr besteht, und tatbestandsmässig handelt, liegt ein Putativnotstand vor, der wie ein Sachverhaltsirrtum behandelt wird.

## Entschuldbarer Notstand
Wenn kein rechtfertigender, d. h. das Unrecht beseitigender Notstand vorliegt, kann sich der Täter unter Umständen auf einen entschuldbaren Notstand (Art. 18 StGB), auch Notstandsexzess, berufen. Der entschuldbare Notstand ist kein Rechtfertigungs-, sondern ein Schuldminderungs- bzw. Schuldausschlussgrund. Die Notstandslage ist beim entschuldbaren ähnlich wie beim rechtfertigenden Notstand. Während Art. 17 StGB den Schutz höherwertiger Interessen verlangt, genügt für Art. 18 StGB jedoch die Bewahrung hochwertiger Rechtsgüter, ohne dass definiert wird, welche das sind. Wenn der Täter ein hochwertiges Interesse schützt, wird die Strafe gemildert. Wenn es dem Täter aber gar nicht erst zumutbar war, das Rechtsgut preiszugeben, handelt er nicht schuldhaft und muss freigesprochen werden.

## Abgrenzung zur Notwehr
Der Notstand unterscheidet sich von der Notwehr, die ebenfalls einen Rechtfertigungsgrund darstellt. In welchem Verhältnis Notwehr und Notstand stehen, ob sich die Notwehr also als Sonderfall des Notstandes erweist, ist in der Lehre umstritten. Marcel Alexander Niggli schreibt: «Ohne diesen Grundsatz [die Notwehr] würde das Recht zu einer Machtfrage. Gilt Recht nur, solange es nicht bestritten wird, mutiert es zum Recht des Stärkeren. Damit aber wäre die Gültigkeit des Rechts selbst in Frage gestellt [...]. Zwar verteidigt der Angegriffene ein konkretes Gut gegen einen konkreten Angriff, das Prinzip aber der Rechtfertigung dieses Tuns ist eine Verteidigung des Rechts selbst [...]. Deshalb muss die Abwehr eines rechtswidrigen Angriffs [...] auch dort zulässig sein, wo dies ohne Eingriff in die Rechtsgüter des Angreifers nicht möglich ist.» Bei der Notwehr geht es somit nicht um die Abwägung von Rechtsgütern. Startet jemand einen unrechtmässigen Angriff, kann er sich nicht darauf berufen, dass das Rechtsgut, das er schützt, höher gewichtet sei als jenes des Opfers. Dass jemand Hunger leidet und in ein Haus einbricht, um Essen zu stehlen und so sein Leben zu retten, ändert nichts am Recht des Hausbesitzers, diesen Angriff auf sein Vermögen abzuwehren, obwohl das Rechtsgut des Angreifers (Leib und Leben) höher wiegt.
Die Notwehr setzt denn auch voraus, dass ein unrechtmässiger Angriff unmittelbar bevorsteht oder stattfindet, wohingegen ein Notstand ohne rechtswidriges oder menschliches Handeln hervorgerufen werden kann. Schliesslich erlaubt die Notwehr nur den Eingriff in die Rechtsgüter des Angreifers, während es beim Notstand um Gefahrenabwehr geht; es besteht keine Einschränkung, in wessen Rechtsgüter eingegriffen werden darf. Deswegen darf in einer Notstandslage nur in Rechtsgüter eingegriffen werden, um ein höheres Rechtsgut zu schützen. Demgegenüber darf bei der Notwehr  ein Rechtsgut eingeschränkt werden, um ein weniger hohes zu schützen. So ist es nach herrschender Lehre erlaubt, bei einer Vergewaltigung oder deren Versuch den Angreifer zu töten.